# 京セラみらいエンビジョン
京セラみらいエンビジョン株式会社（きょうセラみらいエンビジョン、英語: KYOCERA Mirai Envision、略称：KCME）は、東京都港区に本社を置く日本の企業である。

## 概要
モバイル・ワイヤレスネットワークとIT基盤の構築・運用を提供する。

## 沿革
- 1967年 - 協和通信（後にネットイットワークスに社名変更）株式会社設立。
- 1995年 - 弘栄設立。
- 2011年 - 京セラコミュニケーションシステム株式会社の一部と、株式会社弘栄、ネットイットワークス株式会社の3社が合併し、KCCSモバイルエンジニアリング株式会社を設立。
- 2012年 - Propel Network Sdn. Bhd. (「プロペルネットワーク」: マレーシア)に資本参加（マレーシアでのネットワーク最適化事業を展開）
- 2013年 - KYOCERA Communication Systems Vietnam Co., Ltd.（ベトナム）を京セラコミュニケーションシステム株式会社と共同で設立
- 2014年 - Propel Network Sdn. Bhd. (「プロペルネットワーク」: マレーシア)を子会社化
- 2016年 - ミャンマー支店を設立
- 2023年 - 京セラみらいエンビジョン株式会社に商号変更[2]。